# مونینگن
مونینگن (به آلمانی: Munningen) یک شهر در آلمان است که در دناو-ریس واقع شده‌است.